# Vassili Degtiarev
Vassili Alexeïevitch Degtiarev (en russe : Василий Алексеевич Дегтярёв) est ingénieur militaire soviétique qui a conçu plusieurs mitrailleuses et mitraillettes pour le compte de l'Armée rouge.

## Vie et œuvre
Vassili Degtiarev naît à Toula le 21 décembre 1879 (2 janvier 1880 dans le calendrier grégorien). En 1901, il effectue son service militaire dans un atelier d’armement à Oranienbaum. Il travaille ensuite à l'arsenal de Sestroretsk.
En 1918, il suit son supérieur Vladimir Fedorov à l'usine de mitrailleuses de Kovrov et dirige l’atelier de recherche et développement de l’usine. C’est là qu’il développe une série d’armes portant son nom, dont les DP 28, le PPD 38 et le DS-39.
En 1940 il est nommé major-général dans une division d'ingénieurs en artillerie.
Il décède à Moscou le 16 janvier 1949.